# Between Two Worlds (Terell-Stafford-Album)
Between Two Worlds  ist ein Jazzalbum von Terell Stafford. Die im Juli 2020 entstandenen Aufnahmen erschienen im Oktober 2023 auf Le Coq Records.

## Hintergrund
Between Two Worlds wurde bereits im Juli 2020 im New Yorker Jazzclub Village Vanguard aufgeführt. Wegen des Lockdown infolge der COVID-19-Pandemie in den Vereinigten Staaten gab es kein Live-Publikum, auch wenn der Mitschnitt übertragen wurde. Stafford hat das nachhaltig berührt: „In eine leere Stadt ohne Verkehr zu fahren, um zu einer Zeit Musik zu machen, in der die Welt stillstand, hat mich umgehauen.“
Familie ist ein Hauptthema in Terell Staffords Album Between Two Worlds, wobei die fünf Eigenkompositionen Staffords seiner Tochter, seiner Mutter und seiner Frau gewidmet sind. Zu seiner Band, die schon seit mehreren Jahren mit dem Trompeter spielt, gehören der Tenor- und Sopransaxophonist Tim Warfield, der Pianist Bruce Barth, der Bassist David Wong und der Schlagzeuger Johnathan Blake, hinzu kommt in mehreren Stücken der Perkussionist Alex Acuña. Die Billy-Strayhorn-Nummer „Blood Count“ wurde von Bruce Barth arrangiert. Staffords Interpretation von McCoy Tyners „You Taught My Heart To Sing“ ist eine herzliche Hommage an einen seiner Mentoren.

## Titelliste
- Terell Stafford: Between Two Worlds (Le Coq Records)[4]

1. Between Two Worlds (Victor Lewis) 6:41
2. Great Is Thy Faithfulness 7:17
3. Mi a Mia 6:38
4. Two Hearts As One 8:04
5. Room 608 (Horace Silver) 6:26
6. Blood Count (Billy Strayhorn) 6:16
7. Manaus at Dusk 7:14
8. You Taught My Heart to Sing (McCoy Tyner) 5:53
9. Wruth’s Blues 9:01

Wenn nicht anders vermerkt, stammen die Kompositionen von Terell Stafford.

## Rezeption

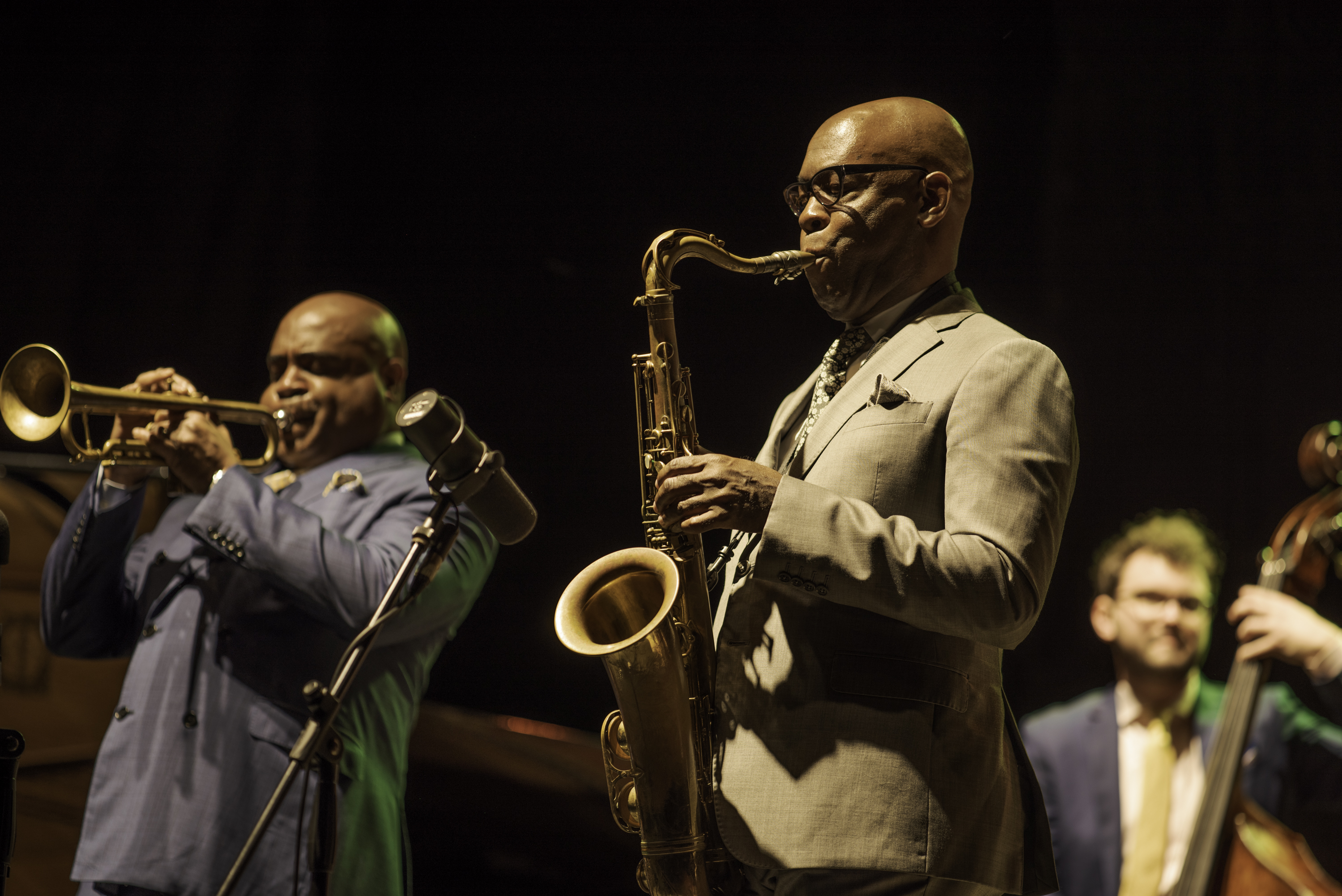
Terell Stafford (links) und Tim Warfield (Mitte) mit Nate Pence (Bass) 2015

Nach Ansicht von Neil Duggan, der das Album in All About Jazz rezensierte, ist das Album durchgehend sehr fesselnd und unterhaltsam. Obwohl Stafford die Hauptverantwortung übernimmt, würden alle seine Bandkollegen ihr Bestes geben, um im Rampenlicht zu stehen und hervorragende Unterstützung zu leisten. Staffords melodisches Trompetenspiel besitze Stärke und Verletzlichkeit, wofür er zahlreiche Auszeichnungen erhalten habe. Von den über 130 Aufnahmen, an denen er bislang mitgewirkt hat, dürfte diese eine seiner besten sein.
Warfield, Wong, Barth und Blake, allesamt vielseitige Typen – insbesondere Blake hat in den unterschiedlichsten Zusammenhängen gearbeitet – scheinen am glücklichsten zu sein, wenn sie in der Hardbop-Tradition spielen können, und das sei es, was sie hier tun, meinte Phil Freeman in Ugly Beauty/Stereogum. Hier würde Stafford rasante Workouts liefern, auch brodelnde Balladen und ein paar lateinamerikanische Nummern, für die sich Perkussionist Alex Acuña dem Line-Up anschließt. Der Titelsong, der das Album eröffnet, sei ein echter Hit; Stafford gelinge ein absolut atemberaubendes Solo, Warfield verfolge ihn mit fast ebenso viel Energie und Blake würde das Ganze mit einer donnernden Lawine unterstreichen.
Der Mitschnitt präsentiere einen temperamentvollen Auftritt einer Gruppe von Musikern, die angesichts der Schließung [von Auftrittsmöglichkeiten] möglicherweise entmutigt gewesen wären, schrieb Michael Ullman in The Art Fuse. Stattdessen würden Stafford und Co. ihre eigene Welt schaffen und sich dabei auf ihre Vorfahren und Inspirationen berufen.
Terell Staffords Between Two Worlds sei die Geschichte eines Mannes, der in unzähligen Dualitäten gefangen sei und dennoch nach Harmonie strebe, urteilte Nolan DeBuke in The Jazz Word. Ähnlich wie eine ausgewogene Mahlzeit sei seine Musik eine Mischung aus verschiedenen Geschmacksrichtungen, Texturen und Erlebnissen, wobei jedes Element das andere verstärke. Während Stafford durch sein musikalisches Reich navigiere und dabei mühelos zwischen Tradition und Innovation oszilliere, bleibe eines klar: „Seine Welten, so unterschiedlich sie auch sein mögen, vereinen sich und sind für Stafford ein Anreiz, zu experimentieren und neue musikalische Möglichkeiten zu erkunden.“